# هری بیتمن
هری بیتمن (انگلیسی: Harry Bateman؛ ۲۹ مهٔ ۱۸۸۲ – ۲۱ ژانویهٔ ۱۹۴۶) ریاضی‌دان انگلیسی بود که در معادله دیفرانسیل و ریاضی فیزیک تخصص داشت.